# 정부수반
행정부수반(行政府首班, 영어: Head of government) 또는 정부수반은 국가의 주요 3부(입법부, 사법부, 행정부) 중 하나인 행정부의 우두머리이자 국가 운영의 모든 책임을 맡는 사람이다. 대통령제 국가에서는 대통령이, 의원내각제 국가에서는 총리가 정부수반이 되는 것이 일반적이다. 정부수반이 국가원수를 겸하는 경우가 많으나 입헌군주제 국가들은 정부수반과 국가원수가 다른 경우가 많다.

## 직함 명칭
정부수반에 해당하는 직함의 정식 명칭은 각 나라 별로 다양하다. 몇 가지 살펴보면 다음과 같다.
- 총리

- 이탈리아의 총리
- 폴란드의 총리
- 영국의 총리
- 일본의 내각총리대신
- 독일의 연방총리
- 크로아티아의 총리
- 모로코의 총리
- 세르비아의 총리
- 스페인의 총리
- 러시아의 총리
- 알바니아의 총리
- 싱가포르의 총리
- 캐나다의 총리

- 대통령 (President)

대부분의 대통령중심제 국가. 국가원수를 겸하고 있는 경우가 많다.
- 미국의 대통령
- 짐바브웨의 대통령
- 대한민국의 대통령

- 국무원 총리

- 중화인민공화국의 국무원 총리

- 국가평의회 의장

- 쿠바의 국가 원수

## 같이 보기
- 삼권 분립